# ロボットの時代
『ロボットの時代』（ロボットのじだい　原題：The Rest of the Robots ）は、アイザック・アシモフのSF小説短編集。1964年に刊行された。

## 概要
アシモフのロボット物SF短編のうち、原書タイトル通り『われはロボット』に収録されなかった「残り物」を集めた物であり、その分内容はバラエティに富んでいる。『われはロボット』がもっぱらロボット自身の行動に焦点を置いていたのに対して、本書収録作ではむしろロボットや三原則を利用して利を得ようとする人間の側に目を向けた作品が多い。また『みんな集まれ』にはアシモフには珍しい、三原則を持たない破壊工作員ロボットが登場する。
各話の間にはアシモフ自身による解説が挟み込まれており、まず序文で小説フランケンシュタイン誕生の秘話（いわゆる作家の悪夢）に触れ、そしてロボット工学三原則を編み出した動機が、人類に反抗する怪物としてのロボット、いわゆるフランケンシュタインスタイルのロボット像と訣別するためであったこと、各短編執筆の舞台裏、そして作中人物のキャルヴィン博士を愛してしまっていることなどを告白しており、解説自体が短めのエッセイ集となっている。なお、ハンサムな執事ロボットトニィと専業主婦クレアの微妙な関係を描いた『お気に召すこと受けあい』は、従来のアシモフファンとは異なる若い女性読者層に大きな反響を呼んだとのことで、アシモフは当惑しながらコメントを控えている。
後にアシモフのロボット短編を集めた短編集『コンプリート・ロボット』に、本書収録の全短編が再録されている（ただし各作品間のアシモフ本人による解説文は除く）。

## 収録された作品

### 序
著者自身が書いたもので、その内容は上記の概要に記されている。

### 第1部　ロボット登場

#### AL76号失踪す（Robot AL-76 Goes Astray）
月に送られるはずだった6台のうち、1台のAL型ロボットが行方不明になった。それは月面で「砕解機」を操作するために作られていた。地上をさまよったAL76号は、とある修理屋の小屋にたどり着く。そこには電化製品や自動車などの部品が、それこそ山のようにあった。自分の任務を果たすため、ロボットはそれらの部品を使って砕解機を組み立てる。その機械は小型だったが、近くの小山を消し去るほどの威力があった。その威力に驚いた修理屋は、砕解機を徹底的に壊してしまい、ロボットにはこのことは忘れてしまえと命令する。砕解機の残骸を調べた調査団は、それが乾電池たった2本分の電力だけで動いていたことを知ったが、最早その構造を知ることは不可能だった。

#### 思わざる勝利（Victory Unintentional）
ガニメデ基地にいる「人類」と無線通信を行っていた「木星人」との通信が、あるときから途絶えた。その理由は、木星人は通信相手は同類と思っていたのだが、実際は人類、つまり「うじ虫のような生物」だと分かったかららしい。敵対的な木星人が「力場」を発明し、木星圏外へ進出してきたら人類は滅亡する。誇り高き木星人と交渉するための使節として、３体のロボットが建造された。それらは真空から超高圧にも耐え、超低温も金属の溶ける温度も平気で、どんな電磁波や毒物にも侵されないという、頑丈さが取り柄のロボットである。もちろんデータを正確に記録すること、相互に会話することもできた。ロボットたちは宇宙船に乗り、木星の表面へと降下する。
着陸するとすぐに、木星人の軍隊がやってきた。それらはロボットに様々な攻撃を仕掛けてくるが、いずれも効果はない。やがてガニメデ基地との無線コードを知る木星人が現れて、ロボットたちに通信してくる。その内容は「うじ虫の存在には我慢できない」だ。両者が対峙して時間が過ぎるなか、木星人は自分たちの強大さを見せつけるために、ロボットに短時間の滞在を許すと告げる。木星人が言うところの人口1000万人の「小さな町」は、アンモニアの湖のそばにあった。湖の底を調べに行った1体のロボットは、怪物のような生き物の死骸を引きずって出てきた。噛みついてきたので、仕方なく頭を叩いたら死んでしまったとロボットは謝罪する。町に入るころから、木星人の高官も同行するようになり、ロボットを「おまえたち」と呼ぶようになる。「寝る時間が来た」という木星人に対して、ロボットは「われわれは眠らない」と答える。木星製の車から降りようとして、車体を突き抜け壊してしまう。高熱処理をしている工場では、溶鉱炉へ平気で入っていく。生物実験室の微生物は、ガンマ線放射で殺してしまう。真空にも耐え、外気温にかかわらず体温を調整できる。木星人高官は時間をくれと言う。しばらくして戻ってきた高官が言った。「尊いお方よ。木星は平和を望んでいます」。
発進した宇宙船の中では、木星人が敵対的から友好的へと180度の方向転換をした理由を、ロボットたちは話し合う。結論として、ロボットたちの無敵さに恐れをなしたと思われた。しかし、ロボットたちは自分たちが「ロボットであり、人類ではない」ということを言い忘れていた。

### 第2部　ロボット工学の諸原則

#### 第一条（First Law）
土星の衛星タイタンでの採掘作業には、ロボットMA型が使われていた。ある風の強い日、人間に向かってくる危険な動物「風狼」を、MA型が捕獲した。人間を暴風の中にお置き去りにしたまま、狼を連れてMA型は姿をくらましてしまった。人間を危険にさらすことは、ロボット工学第一条の規定によって不可能なはずだが……。

#### みんな集まれ（Let's Get Together）
アメリカでは、人間そっくりの「ヒューマノイド・ロボット」を試作した。でも敵国では10年も前に試作し、いまはもう実用段階らしい。そして10体のヒューマノイド・ロボットを造り、その内部にTC爆弾の一部をセットしてあるらしい。この10体をアメリカのある場所に集めて、TC爆弾本体として作動させると強大な爆発力を発揮させることができる。それらは人間そっくりなので、外見から見分けることも困難である。

### 第3部　スーザン・キャルヴィン

#### お気に召すことうけあい（Satisfaction Guaranteed）
トニイは人間型ロボットだったが、きわめてハンサムに作られていた。ラリイの家庭に実験用としてそれが入ってきたとき、妻のクレアはたじろいだ。あまりにも魅力的男性に思えたからだ。トニイは外出せず、他の人々の目に触れないようにされた。一日中トニイと顔をあわせるので、憂鬱になったクレアの気持ちを和らげるため、トニイは室内の改装を提案した。クレアはそれを認め、図書館の本をトニイは片っ端から読み、知識を習得した。改装工事はトニイがひとりで行った。工事が完了したときトニイは、近所の人々を招待しお披露目をしてはどうかと言った。クレアも同意し、それはトニイが工場に帰る前の晩とした。近所の女性の中でも、グラディスは意地悪だった。招待した時間の少し前、トニイはクレアを抱きしめてキスした。窓のカーテンは少し開けてある。やがて中に入れられたグラディスたちはつぶやいた。「見たこともない…。あんなハンサムな…」。

#### 危険（Risk）
小惑星帯にあるハイパー基地では、超空間航行の研究をしていた。始めはロボットを乗せたが、こなごなの鉄くずになって戻って来た。白ネズミを乗せたときは、ひき肉になっていた。新しいシステムでは、ネズミは無傷で戻って来た。だが身体的には無傷でも、精神的には破壊されていた。チンパンジーも白痴になって帰ってきた。いま新たな実験船が発射されようとしていた。乗っているのは1台のロボット。それには発射時間になったら、操縦桿をしっかりと引くように命令が与えられていた。だが、時間がきても何も起こらない。ロボットは発射されないと、次の命令は実行しない。システムのエラーで一時的に止まっているだけで、実験船はすぐに動きだすかもしれない。計器にショックを与えただけでも動くかもしれない。融通のきかないロボットを点検に行かせても無駄なので、人間が行くことになった。もちろん進んで行く者は誰もいない。独身でロボット嫌いの男に命令が下り、彼はしぶしぶ実験船に近づいた。

#### レニイ（Lenny）
ロボットの使用が、地球上では禁止されていた。それは人間の心に宿るフランケンシュタイン・コンプレックスのためだ。だからロボット工場の見学に来る人々は、怖いもの見たさが目的だった。ある日、見学に来ていた1人の少年が、係員の目を盗んで工場のキーボードをでたらめに叩いた。新しく開発されたLNEモデルに、そのデータが入力されてしまった。最初の動作確認テストで、LNEは技師の問いかけに「ダア、ダー…」とだけ答えた。そのロボットは立つことはできるが、指を口に入れている。スーザン・キャルヴィン博士は、陽電子頭脳が赤ん坊同然になっていると結論した。欠陥ロボットは取り壊されることになっていたが、博士はテストするために残すことにした。1ケ月あまりたつとLNE（レニイ）は、博士の指示に従うようになった。レニイと呼べば顔を上げる。手をあげて、と言われればそのとおりにする。やがて1人の技師が、レニイによって怪我をさせられるという事件が起きた。

#### 校正（Galley Slave）
ロボットEZ27号は、一般的な機能を持っていたが、本の校正をすることも得意だった。一冊の本のページを次々とめくって読み、どのページのどこが間違っているかを指摘できた。大学で使われることになったEZ27号は、ある教授が書いた本を読んで、あちこちの間違いを指摘した。間違いなどしていないという教授は、理事会に議題として持ち込んだ。確かに著者自身の間違いや、活字工のミスもあったが、ほとんどは間違いとは言えないものだった。その教授はロボット嫌いだったので、この事件を裁判にまで持っていった。裁判にはスーザン・キャルヴィン博士も同席していた。彼女にはロボット工学の第一条のことが頭にあった。ロボットは人間に危害を加えてはならないという原則のことが。ここでいう危害の範疇には、肉体的なことはもちろん、精神的なものも含まれる。その本が出版されることで、危害を受ける人間がいるかもしれないのだ。

## 書誌情報
『ロボットの時代』　小尾芙佐訳　ハヤカワ文庫SF　SF572  1984年8月31日発行
米国のハードカバー版では、更に長編『鋼鉄都市』『はだかの太陽』が収録されている。